# Razzie Award för sämsta film
Nedan följer en lista över vinnare och nominerade av en Razzie Award för Sämsta film, (Golden Raspberry Award for Worst Picture), och priset har delats ut i den här kategorin sedan den allra första galan.
Vinnare presenteras överst i fetstil och gul färg. Året avser det år som personerna vann för, varpå de vann på galan året därpå.

## 1980-talet
| År                                 | Film                                        | Producent(er)      |
| 1980 (1:a)                         |                                             |                    |
| ---------------------------------- | ------------------------------------------- | ------------------ |
| 1980 (1:a)                         | Can't Stop the Music                        | Allan Carr         |
| 1980 (1:a)                         | Cruising                                    | Jerry Weintraub    |
| 1980 (1:a)                         | The Formula                                 | Steve Shagan       |
| 1980 (1:a)                         | Fredagen den 13:e                           | Sean S. Cunningham |
| 1980 (1:a)                         | The Jazz Singer                             | Jerry Leider       |
| 1980 (1:a)                         | The Nude Bomb                               | Jennings Lang      |
| 1980 (1:a)                         | Raise the Titanic                           | William Frye       |
| 1980 (1:a)                         | Saturn 3                                    | Stanley Donen      |
| 1980 (1:a)                         | Windows                                     | Mike Lobell        |
| 1980 (1:a)                         | Xanadu                                      | Lawrence Gordon    |
| 1981 (2:a)                         |                                             |                    |
| Mommie Dearest                     | Frank Yablans                               |                    |
| Endless Love                       | Dyson Lovell                                |                    |
| Heaven's Gate                      | Joann Carelli                               |                    |
| The Legend of the Lone Ranger      | Walter Coblenz                              |                    |
| Tarzan, apmannen                   | John Derek                                  |                    |
| 1982 (3:e)                         |                                             |                    |
| Inchon                             | Mitsuharu Ishii                             |                    |
| Annie                              | Ray Stark                                   |                    |
| Butterfly                          | Matt Cimber                                 |                    |
| Megaforce                          | Albert S. Ruddy                             |                    |
| The Pirate Movie                   | David Joseph                                |                    |
| 1983 (4:e)                         |                                             |                    |
| The Lonely Lady                    | Robert R. Weston                            |                    |
| Hercules                           | Golan-Globus                                |                    |
| Hajen 3-D                          | Rupert Hitzig                               |                    |
| Stroker Ace                        | Hank Moonjean                               |                    |
| Two of a Kind                      | Roger M. Rothstein och Joe Wizan            |                    |
| 1984 (5:e)                         |                                             |                    |
| Bolero                             | Bo Derek                                    |                    |
| Cannonball Run II                  | Albert S. Ruddy                             |                    |
| Rhinestone                         | Marvin Worth och Howard Smith               |                    |
| Sheena                             | Paul Aratow                                 |                    |
| Where the Boys Are '84             | Allan Carr                                  |                    |
| 1985 (6:e)                         |                                             |                    |
| Rambo – First Blood II             | Buzz Feitshans                              |                    |
| Fever Pitch                        | Freddie Fields                              |                    |
| Revolution                         | Irwin Winkler                               |                    |
| Rocky IV                           | Irwin Winkler och Robert Chartoff           |                    |
| Year of the Dragon                 | Dino De Laurentiis                          |                    |
| 1986 (7:e)                         |                                             |                    |
| Delad vinst: Ingen plockar Howard  | Gloria Katz                                 |                    |
| Delad vinst: Under the Cherry Moon | Bob Cavallo, Joe Ruffalo och Steve Fargnoli |                    |
| Blue City                          | William L. Hayward och Walter Hill          |                    |
| Cobra                              | Golan-Globus                                |                    |
| Shanghai Surprise                  | John Kohn                                   |                    |
| 1987 (8:e)                         |                                             |                    |
| Leonard Part 6                     | Bill Cosby                                  |                    |
| Ishtar                             | Warren Beatty                               |                    |
| Hajen 4                            | Joseph Sargent                              |                    |
| Tough Guys Don't Dance             | Golan-Globus                                |                    |
| Who's That Girl                    | Rosilyn Heller och Bernard Williams         |                    |
| 1988 (9:e)                         |                                             |                    |
| Cocktail                           | Ted Field och Robert W. Cort                |                    |
| Caddyshack II                      | Neil Canton, Jon Peters och Peter Guber     |                    |
| I full galopp                      | Steve Tisch                                 |                    |
| Mac and Me                         | R. J. Louis                                 |                    |
| Rambo III                          | Buzz Feitshans                              |                    |
| 1989 (10:e)                        |                                             |                    |
| Star Trek V - Den yttersta gränsen | Harve Bennett                               |                    |
| The Karate Kid, Part III           | Jerry Weintraub                             |                    |
| Lock Up                            | Charles Gordon och Lawrence Gordon          |                    |
| Road House                         | Joel Silver                                 |                    |
| Cannonball Run 3                   | Murray Shostack                             |                    |

## 1990-talet
| År                                        | Film                                                          | Producent(er)                     |
| 1990 (11:e)                               |                                                               |                                   |
| ----------------------------------------- | ------------------------------------------------------------- | --------------------------------- |
| 1990 (11:e)                               | Delad vinst: The Adventures of Ford Fairlane                  | Steven Perry och Joel Silver      |
| 1990 (11:e)                               | Delad vinst: En gång till älskling                            | Bo Derek                          |
| 1990 (11:e)                               | Fåfängans fyrverkeri                                          | Brian De Palma                    |
| 1990 (11:e)                               | Graffiti Bridge                                               | Randy Phillips och Craig Rice     |
| 1990 (11:e)                               | Rocky V                                                       | Robert Chartoff och Irwin Winkler |
| 1991 (12:e)                               |                                                               |                                   |
| Höken är lös                              | Joel Silver                                                   |                                   |
| Cool as Ice                               | Carolyn Pfeiffer och Lionel Wingram                           |                                   |
| Dice Rules                                | Loucas George                                                 |                                   |
| Nothing but Trouble                       | Lester Berman och Robert K. Weiss                             |                                   |
| Return to the Blue Lagoon                 | William A. Graham                                             |                                   |
| 1992 (13:e)                               |                                                               |                                   |
| I örnens klor                             | Carol Baum och Howard Rosenman                                |                                   |
| Bodyguard                                 | Kevin Costner, Lawrence Kasdan och Jim Wilson                 |                                   |
| Christopher Columbus: The Discovery       | Alexander Salkind och Ilya Salkind                            |                                   |
| Final Analysis                            | Paul Junger Witt, Charles Roven och Tony Thomas               |                                   |
| Newsies                                   | Michael Finnell                                               |                                   |
| 1993 (14:e)                               |                                                               |                                   |
| Ett oanständigt förslag                   | Sherry Lansing                                                |                                   |
| Älska till döds                           | Dino De Laurentiis                                            |                                   |
| Cliffhanger                               | Renny Harlin och Alan Marshall                                |                                   |
| Den siste actionhjälten                   | John McTiernan och Stephen J. Roth                            |                                   |
| Sliver                                    | Robert Evans                                                  |                                   |
| 1994 (15:e)                               |                                                               |                                   |
| Color of Night                            | Buzz Feitshans och David Matalon                              |                                   |
| Snacka om rackartyg                       | Rob Reiner och Alan Zweibel                                   |                                   |
| På farlig mark                            | A. Kitman Ho, Julius R. Nasso och Steven Seagal               |                                   |
| Specialisten                              | Jerry Weintraub                                               |                                   |
| Wyatt Earp                                | Kevin Costner, Lawrence Kasdan och Jim Wilson                 |                                   |
| 1995 (16:e)                               |                                                               |                                   |
| Showgirls                                 | Charles Evans och Alan Marshall                               |                                   |
| Congo                                     | Kathleen Kennedy och Sam Mercer                               |                                   |
| It's Pat: The Movie                       | Charles B. Wessler                                            |                                   |
| Passionens pris                           | Roland Joffé och Andrew G. Vajna                              |                                   |
| Waterworld                                | Kevin Costner, John Davis, Charles Gordon och Lawrence Gordon |                                   |
| 1996 (17:e)                               |                                                               |                                   |
| Striptease                                | Andrew Bergman och Mike Lobell                                |                                   |
| Barb Wire                                 | Todd Moyer, Mike Richardson och Brad Wyman                    |                                   |
| Ed                                        | Rosalie Swedlin                                               |                                   |
| The Island of Dr. Moreau                  | Edward R. Pressman                                            |                                   |
| The Stupids                               | Leslie Belzberg                                               |                                   |
| 1997 (18:e)                               |                                                               |                                   |
| The Postman – budbäraren                  | Kevin Costner, Steve Tisch och Jim Wilson                     |                                   |
| Anaconda                                  | Verna Harrah, Carole Little och Leonard Rabinowitz            |                                   |
| Batman & Robin                            | Peter MacGregor-Scott                                         |                                   |
| Fire Down Below                           | Julius R. Nasso och Steven Seagal                             |                                   |
| Speed 2: Cruise Control                   | Jan de Bont, Steve Perry och Michael Peyser                   |                                   |
| 1998 (19:e)                               |                                                               |                                   |
| An Alan Smithee Film: Burn Hollywood Burn | Ben Myron och Joe Eszterhas                                   |                                   |
| Armageddon                                | Michael Bay och Jerry Bruckheimer                             |                                   |
| The Avengers                              | Jerry Weintraub                                               |                                   |
| Godzilla                                  | Roland Emmerich och Dean Devlin                               |                                   |
| Spice World                               | Uri Fruchtan, Mark L. Rosen och Barnaby Thompson              |                                   |
| 1999 (20:e)                               |                                                               |                                   |
| Wild Wild West                            | Jon Peters och Barry Sonnenfeld                               |                                   |
| Big Daddy                                 | Sidney Ganis och Jack Giarraputo                              |                                   |
| The Blair Witch Project                   | Robin Cowie och Gregg Hale                                    |                                   |
| The Haunting                              | Susan Arthur, Donna Roth och Colin Wilson                     |                                   |
| Star Wars: Episod I – Det mörka hotet     | Rick McCallum och George Lucas                                |                                   |

## 2000-talet
| År                                                          | Film(er) | Producent(er)                                    |
| 2000 (21:a)                                                 | |                                                  |
| ----------------------------------------------------------- | --- | ------------------------------------------------ |
| 2000 (21:a)                                                 | Battlefield Earth                                                                                                | Jonathan D. Krane, Elie Samaha och John Travolta |
| 2000 (21:a)                                                 | Blair Witch 2 | Bill Carraro                                     |
| 2000 (21:a)                                                 | Familjen Flinta i Viva Rock Vegas                                                                                | Bruce Cohen                                      |
| 2000 (21:a)                                                 | Little Nicky | Jack Giarraputo och Robert Simonds               |
| 2000 (21:a)                                                 | Det näst bästa                                                                                                   | Leslie Dixon, Linne Radmin och Tom Rosenberg     |
| 2001 (22:a)                                                 | |                                                  |
| Freddy Got Fingered                                         | Larry Brezner, Howard Lapides och Lauren Lloyd                                                                   |                                                  |
| 3000 Miles to Graceland                                     | Demian Lichtenstein, Eric Manes, Elie Samaha, Richard Spero och Andrew Stevens                                   |                                                  |
| Driven                                                      | Renny Harlin, Elie Samaha och Sylvester Stallone                                                                 |                                                  |
| Glitter                                                     | Laurence Mark och E. Bennett Walsh                                                                               |                                                  |
| Pearl Harbor                                                | Michael Bay och Jerry Bruckheimer                                                                                |                                                  |
| 2002 (23:e)                                                 | |                                                  |
| Swept Away                                                  | Matthew Vaughn                                                                                                   |                                                  |
| The Adventures of Pluto Nash                                | Martin Bregman, Michael Scott Bregman och Louis A. Stroller                                                      |                                                  |
| Crossroads                                                  | Ann Carli |                                                  |
| Pinocchio                                                   | Gianluigi Braschi, Nicoletta Braschi och Elda Ferri                                                              |                                                  |
| Star Wars: Episod II – Klonerna anfaller                    | Rick McCallum och George Lucas                                                                                   |                                                  |
| 2003 (24:e)                                                 | |                                                  |
| Gigli                                                       | Martin Brest och Casey Silver                                                                                    |                                                  |
| Katten                                                      | Brian Grazer |                                                  |
| Charlies änglar - Utan hämningar                            | Drew Barrymore, Leonard Goldberg och Nancy Juvonen                                                               |                                                  |
| From Justin to Kelly                                        | John Steven Agoglia                                                                                              |                                                  |
| The Real Cancun                                             | Mary-Ellis Bunim, Jonathan Murray, Jamie Schutz och Rick de Oliveira                                             |                                                  |
| 2004 (25:e)                                                 | |                                                  |
| Catwoman                                                    | Denise Di Novi och Edward McDonnell                                                                              |                                                  |
| Alexander                                                   | Moritz Borman, Jon Kilik, Thomas Schuhly och Iain Smith                                                          |                                                  |
| Superbabies: Baby Geniuses 2                                | Steven Paul |                                                  |
| Surviving Christmas                                         | Betty Thomas och Jenno Topping                                                                                   |                                                  |
| White Chicks                                                | Rick Alvarez, Lee R. Mayes, Keenen Ivory Wayans, Marlon Wayans och Shawn Wayans                                  |                                                  |
| 2005 (26:e)                                                 | |                                                  |
| Dirty Love                                                  | John Mallory Asher, BJ Davis, Rod Hamilton, Kimberley Kates, Michael Manasseri, Jenny McCarthy och Trent Walford |                                                  |
| Deuce Bigalow: European Gigolo                              | Adam Sandler och Rob Schneider                                                                                   |                                                  |
| The Dukes of Hazzard                                        | Bill Gerber |                                                  |
| House of Wax                                                | Susan Levin, Joel Silver och Robert Zemeckis                                                                     |                                                  |
| Maskens återkomst                                           | Erica Huggins och Scott Kroopf                                                                                   |                                                  |
| 2006 (27:e)                                                 | |                                                  |
| Basic Instinct 2                                            | Mario Kassar, Joel B. Michaels och Andrew G. Vajna                                                               |                                                  |
| Blood Rayne                                                 | Uwe Boll, Dan Clarke och Wolfgang Herrold                                                                        |                                                  |
| Lady in the Water                                           | Sam Mercer, Jose L. Rodriguez och M. Night Shyamalan                                                             |                                                  |
| Little Man                                                  | Rick Alvares, Lee Mays, Marlon Wayans och Shawn Wayans                                                           |                                                  |
| The Wicker Man                                              | Nicolas Cage, Randall Emmett, Norm Golightly, Avi Lerner och Joanne Sellar                                       |                                                  |
| 2007 (28:e)                                                 | |                                                  |
| I Know Who Killed Me                                        | David Grace och Frank Mancuso, Jr.                                                                               |                                                  |
| Bratz: The Movie                                            | Avi Arad, Isaac Larian och Steven Paul                                                                           |                                                  |
| Kollopapporna                                               | Matt Berenson, John Davis och Wyck Godfrey                                                                       |                                                  |
| Härmed förklarar jag er Chuck och Larry                     | Adam Sandler och Tom Shadyac                                                                                     |                                                  |
| Norbit                                                      | John Davis, Eddie Murphy och Michael Tollin                                                                      |                                                  |
| 2008 (29:e)                                                 | |                                                  |
| The Love Guru                                               | Gary Barber, Michael DeLuca och Mike Myers                                                                       |                                                  |
| Disaster Movie / Meet the Spartans (Nominerade tillsammans) | Jason Friedberg, Peter Safran och Aaron Seltzer                                                                  |                                                  |
| The Happening                                               | Barry Mendel, Sam Mercer och M. Night Shyamalan                                                                  |                                                  |
| The Hottie and the Nottie                                   | Hadeel Reda |                                                  |
| In the Name of the King                                     | Uwe Boll, Dan Clarke, Wolfgang Herrold och Shawn Williamson                                                      |                                                  |
| 2009 (30:e)                                                 | |                                                  |
| Transformers: De besegrades hämnd                           | Lorenzo di Bonaventura, Ian Bryce, Tom DeSanto och Don Murphy                                                    |                                                  |
| All About Steve                                             | Sandra Bullock och Mary McLaglen                                                                                 |                                                  |
| G.I. Joe: The Rise of Cobra                                 | Lorenzo di Bonaventura, Bob Ducsay och Brian Goldner                                                             |                                                  |
| Land of the Lost                                            | Sid and Marty Krofft och Jimmy Miller                                                                            |                                                  |
| Old Dogs                                                    | Peter Abrams, Robert Levy och Andrew Panay                                                                       |                                                  |

## 2010-talet
| År                                                            | Film | Producent(er)                                                          |
| 2010 (31:a)                                                   | |                                                                        |
| ------------------------------------------------------------- | --- | ---------------------------------------------------------------------- |
| 2010 (31:a)                                                   | The Last Airbender                                                                                       | Frank Marshall, Kathleen Kennedy, Sam Mercer och M. Night Shyamalan    |
| 2010 (31:a)                                                   | The Bounty Hunter                                                                                        | Neal H. Moritz                                                         |
| 2010 (31:a)                                                   | Sex and the City 2                                                                                       | Michael Patrick King, John Melfi, Sarah Jessica Parker och Darren Star |
| 2010 (31:a)                                                   | The Twilight Saga: Eclipse                                                                               | Wyck Godfrey och Karen Rosenfelt                                       |
| 2010 (31:a)                                                   | Vampyrer suger                                                                                           | Jason Friedberg, Peter Safran och Aaron Seltzer                        |
| 2011 (32:a)                                                   | |                                                                        |
| Jack and Jill                                                 | Todd Garner, Jack Giarraputo och Adam Sandler                                                            |                                                                        |
| Bucky Larson: Born to Be a Star                               | Barry Bernardi, Allen Covert, David Dorfman och Jack Giarraputo                                          |                                                                        |
| New Year's Eve                                                | Mike Karz, Garry Marshall och Wayne Allan Rice                                                           |                                                                        |
| Transformers: Dark of the Moon                                | Lorenzo di Bonaventura, Ian Bryce, Tom DeSanto och Don Murphy                                            |                                                                        |
| The Twilight Saga: Breaking Dawn - Part 1                     | Wyck Godfrey, Stephenie Meyer och Karen Rosenfelt                                                        |                                                                        |
| 2012 (33:e)                                                   | |                                                                        |
| The Twilight Saga: Breaking Dawn - Part 2                     | Wyck Godfrey, Stephenie Meyer och Karen Rosenfelt                                                        |                                                                        |
| Battleship                                                    | Sarah Aubrey, Peter Berg, Brian Goldner, Duncan Henderson, Bennett Schneir och Scott Stuber              |                                                                        |
| The Oogieloves in the Big Balloon Adventure                   | Gayle Dickie och Kenn Viselman                                                                           |                                                                        |
| That's My Boy                                                 | Allen Covert, Jack Giarraputo, Heather Parry och Adam Sandler                                            |                                                                        |
| A Thousand Words                                              | Nicolas Cage, Alain Chabat, Stephanie Danan, Norman Golightly, Brian Robbins och Sharla Sumpter Bridgett |                                                                        |
| Kikoriki. Team Invincible                                     | Ilya Popov, Anatoliy Prohorov och Timur Bekmambetov                                                      |                                                                        |
| 2013 (34:e)                                                   | |                                                                        |
| Movie 43                                                      | Peter Farrelly, Ryan Kavanaugh, John Penotti och Charles B. Wessler                                      |                                                                        |
| After Earth                                                   | James Lassiter, Caleeb Pinkett, Jada Pinkett Smith, M. Night Shyamalan, Will Smith och Jaden Smith       |                                                                        |
| Grown Ups 2                                                   | Jack Giarraputo och Adam Sandler                                                                         |                                                                        |
| The Lone Ranger                                               | Jerry Bruckheimer och Gore Verbinski                                                                     |                                                                        |
| A Madea Christmas                                             | Ozzie Areu, Matt Moore och Tyler Perry                                                                   |                                                                        |
| 2014 (35:e)                                                   | |                                                                        |
| Saving Christmas                                              | Darren Doane, Raphi Henley, Amanda Rosser och David Shannon                                              |                                                                        |
| Left Behind                                                   | Michael Walker och Paul LaLonde                                                                          |                                                                        |
| The Legend of Hercules                                        | Boaz Davidson, Renny Harlin, Danny Lerner och Les Weldon                                                 |                                                                        |
| Teenage Mutant Ninja Turtles                                  | Michael Bay, Ian Bryce, Andrew Form, Bradley Fuller, Scott Mednick och Galen Walker                      |                                                                        |
| Transformers: Age of Extinction                               | Ian Bryce, Tom DeSanto, Lorenzo di Bonaventura och Don Murphy                                            |                                                                        |
| 2015 (36:e)                                                   | |                                                                        |
| Delad vinst: Fantastic Four                                   | Simon Kinberg, Matthew Vaughn, Hutch Parker, Robert Kulzer och Gregory Goodman                           |                                                                        |
| Delad vinst: Fifty Shades of Grey                             | Michael De Luca, Dana Brunetti och E.L. James                                                            |                                                                        |
| Jupiter Ascending                                             | Grant Hill och Syskonen Wachowski                                                                        |                                                                        |
| Paul Blart: Mall Cop 2                                        | Todd Garner, Kevin James och Adam Sandler                                                                |                                                                        |
| Pixels                                                        | Adam Sandler, Chris Columbus, Mark Radcliffe och Allen Covert                                            |                                                                        |
| 2016 (37:e)                                                   | |                                                                        |
| Hillary's America: The Secret History of the Democratic Party | Gerald R. Molen                                                                                          |                                                                        |
| Batman v Superman: Dawn of Justice                            | Charles Roven och Deborah Snyder                                                                         |                                                                        |
| Dirty Grandpa                                                 | Bill Block, Michael Simkin, Jason Barrett och Barry Josephson                                            |                                                                        |
| Gods of Egypt                                                 | Basil Iwanyk och Alex Proyas                                                                             |                                                                        |
| Independence Day: Återkomsten                                 | Dean Devlin, Harald Kloser och Roland Emmerich                                                           |                                                                        |
| Zoolander 2                                                   | Stuart Cornfeld, Scott Rudin, Ben Stiller och Clayton Townsend                                           |                                                                        |
| 2017 (38:e)                                                   | |                                                                        |
| The Emoji Movie                                               | Michelle Raimo Kouyate                                                                                   |                                                                        |
| Baywatch                                                      | Michael Berk, Gregory J. Bonann, Beau Flynn, Ivan Reitman, Douglas Schwartz                              |                                                                        |
| Fifty Shades Darker                                           | Dana Brunetti, Michael De Luca, E.L. James, Marcus Viscidi                                               |                                                                        |
| The Mummy                                                     | Sarah Bradshaw, Sean Daniel, Alex Kurtzman, Chris Morgan                                                 |                                                                        |
| Transformers: The Last Knight                                 | Ian Bryce, Lorenzo di Bonaventura, Tom DeSanto, Don Murphy                                               |                                                                        |